# Oligobunis
Oligobunis — викопний рід хижих ссавців з родини мустелових, що існував в епоху міоцену.
Рід був вперше описаний Е. Д. Коупом у 1881 році. Коуп відніс рід до родини Mustelidae, а Дж. А. Баскін відніс його до підродини Oligobuninae у 1998 році. У роді виявлено два види: O. crassivultus та O. floridanus. Ще три — O. gemmarosae, O. lepidus та O. vantasselensis — пізніше були віднесені до роду Promartes. O. floridanus був середнім хижаком борсукового типу, який заповнив нішу дрібних кішок під час «котячого розриву» від раннього до середнього міоцену в Північній Америці. Його скам'янілості були виявлені у Флориді, Небрасці та Орегоні.